# Apt (cráter)
Apt es un cráter de impacto del planeta Marte situado a 40.2° Norte y 9.6° Oeste (39.9° Norte y 350.4° Este). El impacto causó una abertura de 10 kilómetros de diámetro en la superficie del cuadrángulo CYDONI del planeta. El nombre fue aprobado en 1976 por la Unión Astronómica Internacional en honor a la localidad de Apt (Francia).